# Namibian Navy
La Marina militare namibiana, in inglese Namibian Navy, è la componente navale delle forze armate dello Stato africano della Namibia.
Nata nel 2004 a partire da un preesistente servizio di polizia marittima, creato all'indomani dell'indipendenza della Namibia nel 1990, la Namibian Navy è una forza piccola e destinata principalmente alla sorveglianza costiera e della zona economica esclusiva, pur essendo stata espansa nell'organico grazie alla collaborazione e all'acquisto di naviglio da Brasile e Cina.

## Storia

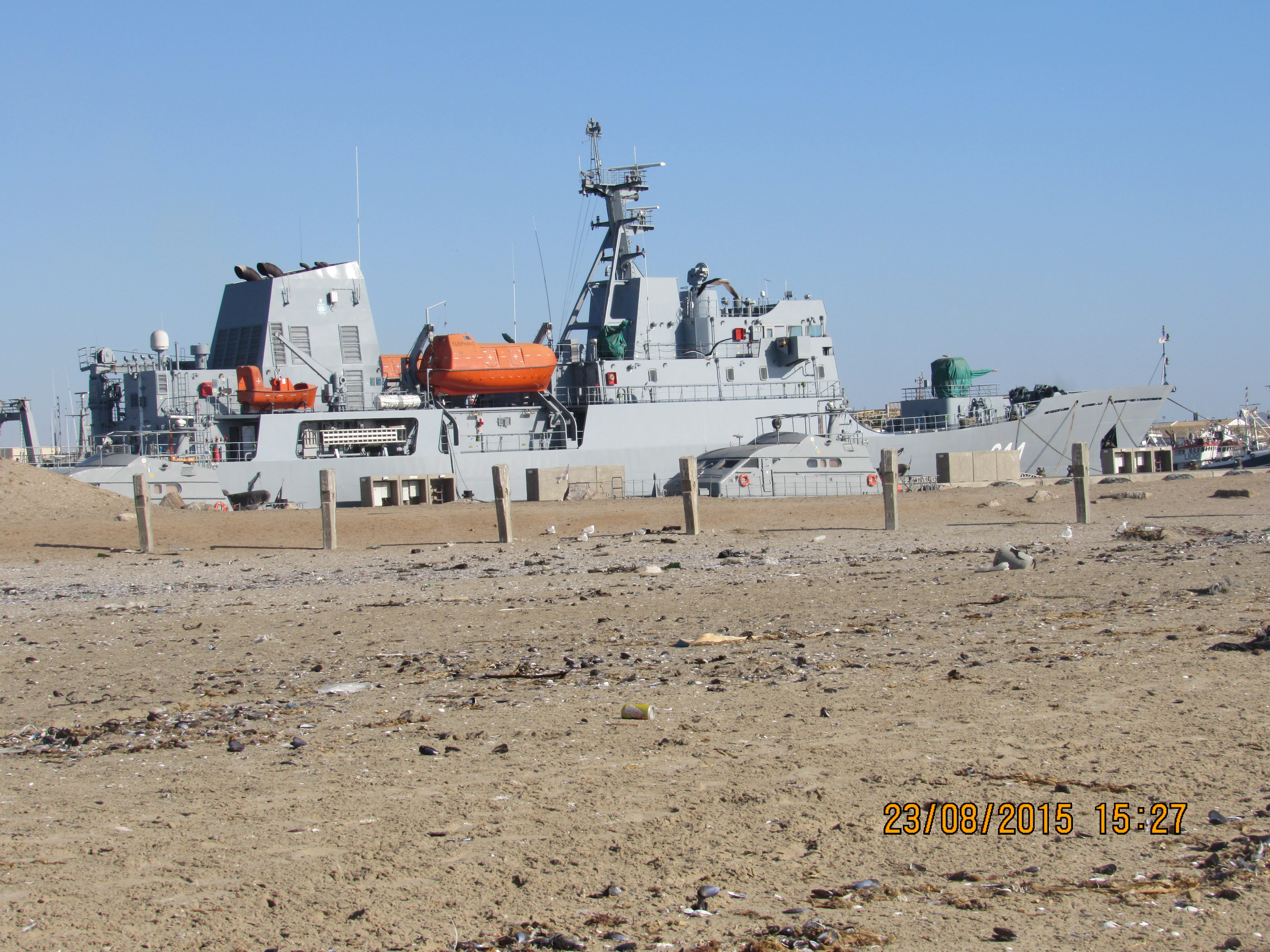
La nave appoggio Elephant, ammiraglia della Marina namibiana, ritratta nel 2015

Uno degli ultimi paesi africani a ottenere l'indipendenza, la Namibia si costituì come Stato sovrano il 21 marzo 1990 al termine di una lunga guerra contro il Sudafrica. Benché il paese disponesse di un'estesa linea costiera sull'oceano Atlantico lunga 1572 chilometri, unita a una zona economica esclusiva ampia 565000 km², la costituzione di una forza militare navale procedette lentamente: poco dopo l'indipendenza fu attivata la Fishery Patrol, una piccola guardia costiera dedita principalmente alla sorveglianza delle attività di pesca commerciale; il naviglio si componeva inizialmente solo di una vecchia baleniera degli anni 1950 riconvertita all'uso militare, la Globe, cui nel 1993 si affiancò il più moderno pattugliatore Hainyeko, ceduto dalla Danimarca, l'ex panfilo civile Oryx e la nave appoggio di origine norvegese Cuito Cuanavale.
La creazione di un reparto militare navale prese vita solo nel 1998 con l'istituzione di un Maritime Wing subordinato al comando dell'esercito, con in organico inizialmente un centinaio di effettivi e il panfilo Oryx impiegato come nave scuola; nel 2004 il reparto fu infine innalzato al rango di forza armata vera e propria assumendo la designazione di Namibian Navy. Il Sudafrica fornì appoggio alla costituzione della forza navale namibiana donando un paio di motovedette della classe Namacurra, ma il sodalizio più importante in campo di armamenti navali fu stabilito con il Brasile: nel 2004 un accordo con il governo brasiliano fruttò la cessione alla Namibia della corvetta Lt Gen Dimo Hamaambo, una vecchia unità classe Imperial Marinheiro della metà degli anni 1950, seguita nel 2009 dal moderno pattugliatore Brendan Simbwaye, unità classe Grajaú di recente costruzione; il Brasile fornì poi assistenza in materia di addestramento degli effettivi della marina namibiana, saliti nel frattempo a circa 500 uomini, e alla formazione nel 2005 di un piccolo reparto di fanteria di marina, divenuto poi nel 2016 il Namibian Marine Corps.

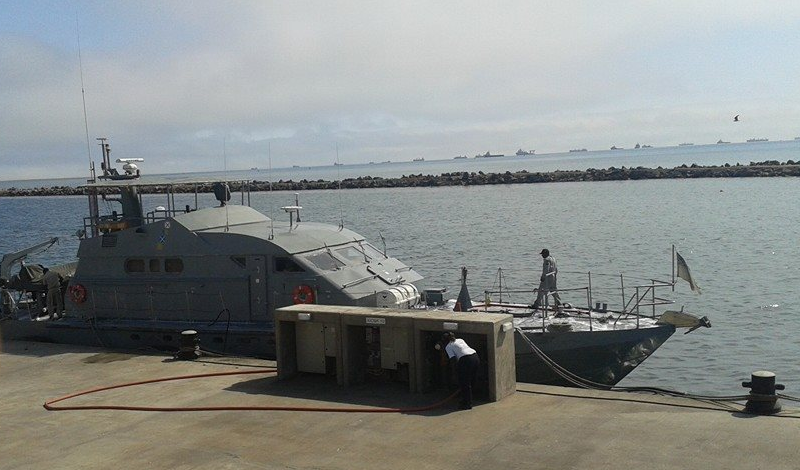
Una vedetta classe Marlim namibiana fotografata nel 2016

La cooperazione tra Namibia e Brasile proseguì anche nei primi anni 2010, quando furono acquistate due moderne motovedette brasiliane della classe Marlim. Nello stesso periodo il governo di Windhoek avviò però anche una cooperazione militare con la Cina, tradottasi per la Namibian Navy nell'acquisto nel 2012 della grossa nave d'appoggio Elephant: unità di maggior tonnellaggio della piccola flotta namibiana, la Elephant disponeva di un ponte di volo per elicotteri e della capacità di trasportare fino a 90 soldati e 6 veicoli militari; l'unità andò a sostituire nel ruolo di nave ammiraglia la corvetta Dimo Hamaambo, radiata nel 2012. Nel 2014 un secondo pacchetto di aiuti cinesi portò alla donazione di due corvette/cacciasommergibili della classe Type 037 dismesse dalla Marina militare cinese (Daures e Brukkaros); tra il 2012 e il 2013 furono invece acquistati in Sudafrica un piccolo mezzo da sbarco, due motovedette e 16 tra motolance e RHIB anche per l'impiego fluviale.

## Struttura
Al 2022 le unità della Namibian Navy sono organizzate in quattro squadroni: Combat Squadron (comprendente le corvette Daures e Brukkaros), Coastal Patrol Squadron (comprendente i pattugliatori Oryx e Brendan Simbwaye), Combat Support Squadron (comprendente la nave appoggio Elephant) e Harbor Patrol Squadron (comprendente le motovedette e i mezzi minori). Il personale in servizio ammonta a circa 1200 effettivi, compresi i membri del Namibian Marine Corps: quest'ultimo è strutturato su un battaglione di fanteria leggera equipaggiato con veicoli tattici ruotati, una sezione di forze speciali, una sezione di sommozzatori, una sezione di imbarcazioni d'assalto e servizi di supporto. Non esiste una componente di aviazione di marina e gli assetti aerei dedicati alla cooperazione navale sono controllati dall'aeronautica.
La base principale della Namibian Navy, nonché sede del quartier generale, si trova a Walvis Bay (Naval Base Capt (N) P.N. Sacharia), con un centro di addestramento situato nella vicina Rooikop. Basi navali secondarie si trovano a Lüderitz lungo la costa meridionale e sull'isola di Impalila, all'estremità orientale del Dito di Caprivi lungo il corso del fiume Zambesi.